# Zamach stanu w Zimbabwe (2017)

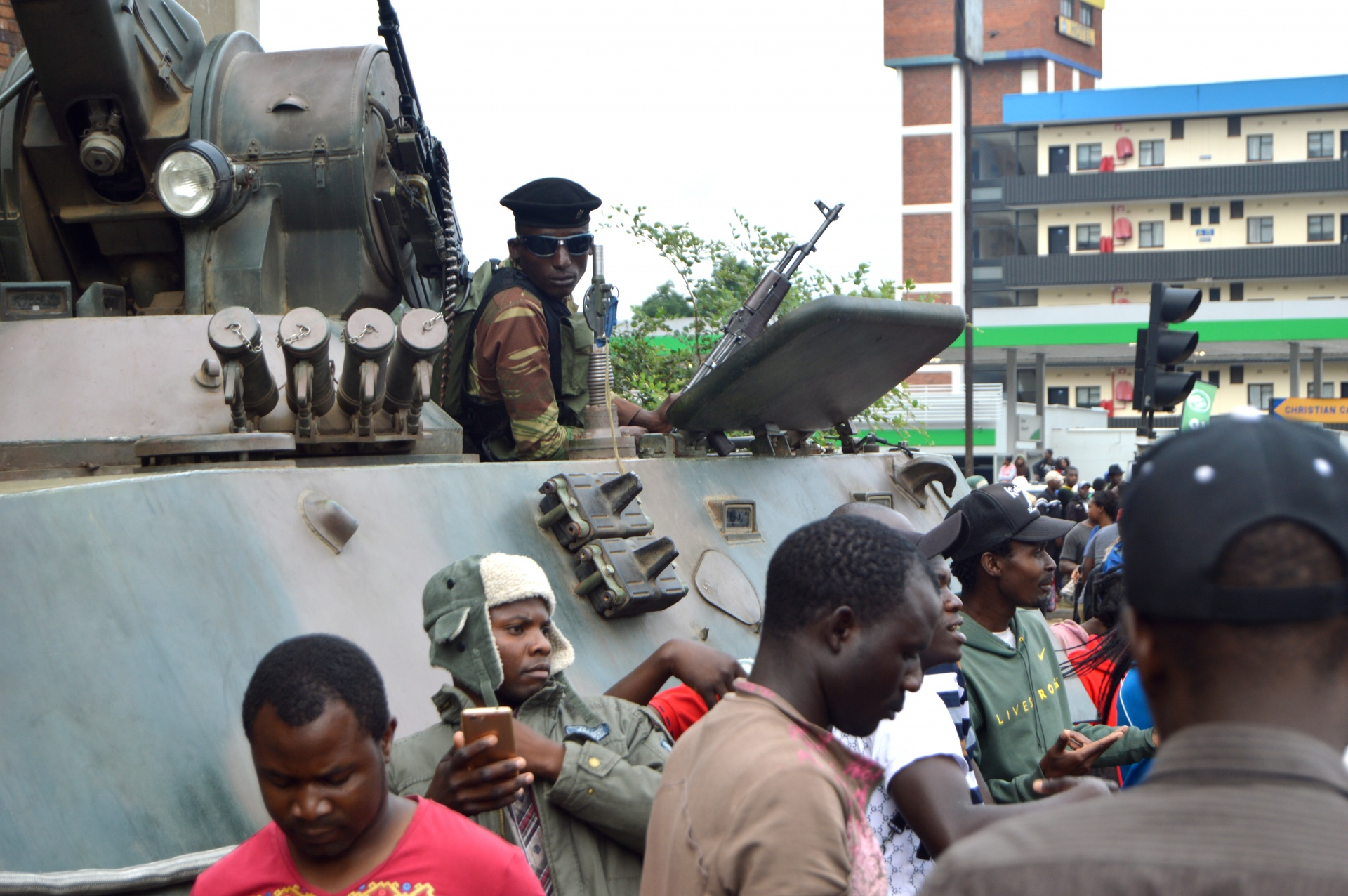
Zimbabweńscy żołnierze w Harare podczas zamachu stanu

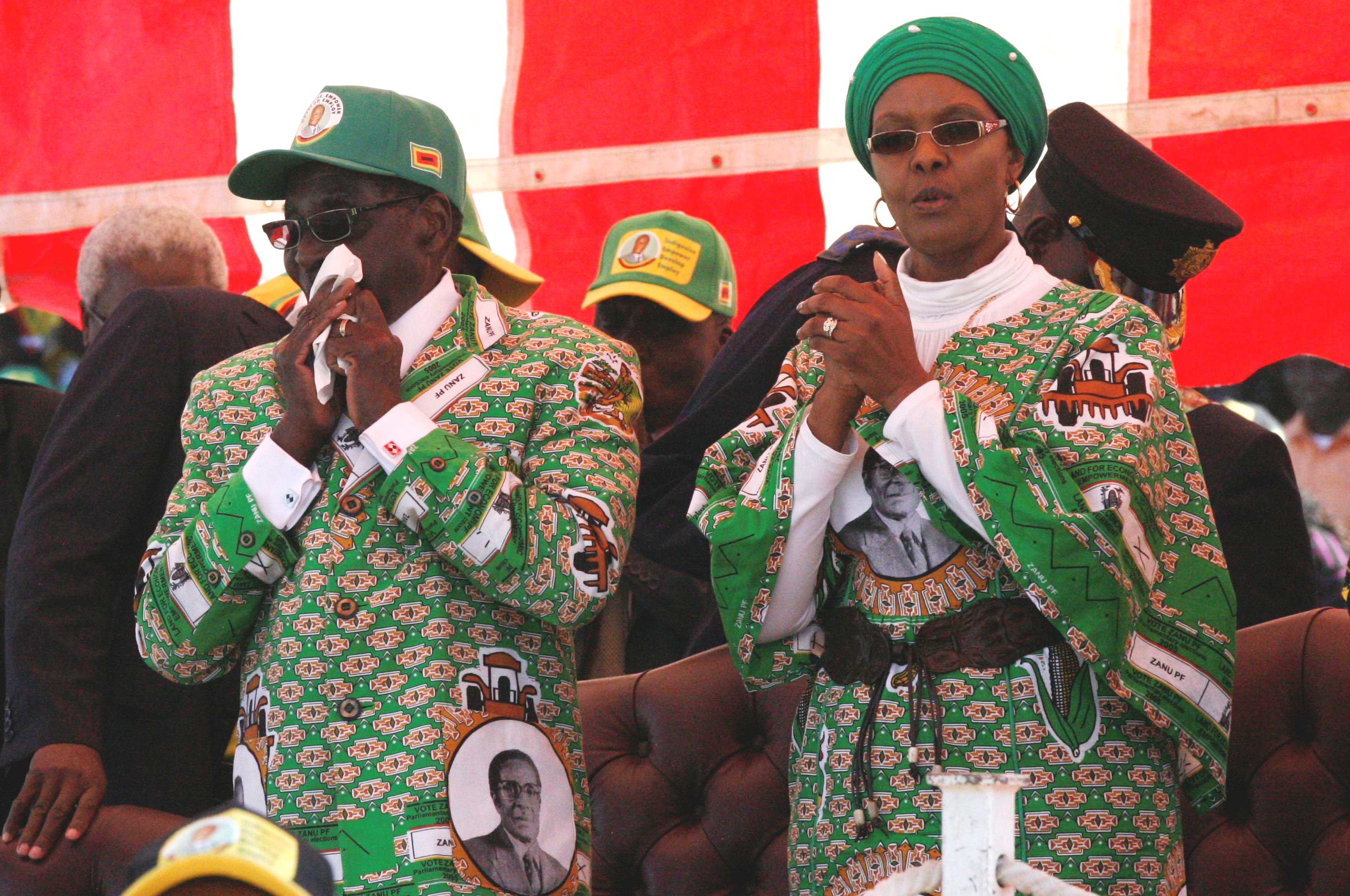
Robert Mugabe wraz z żoną Grace (2013)

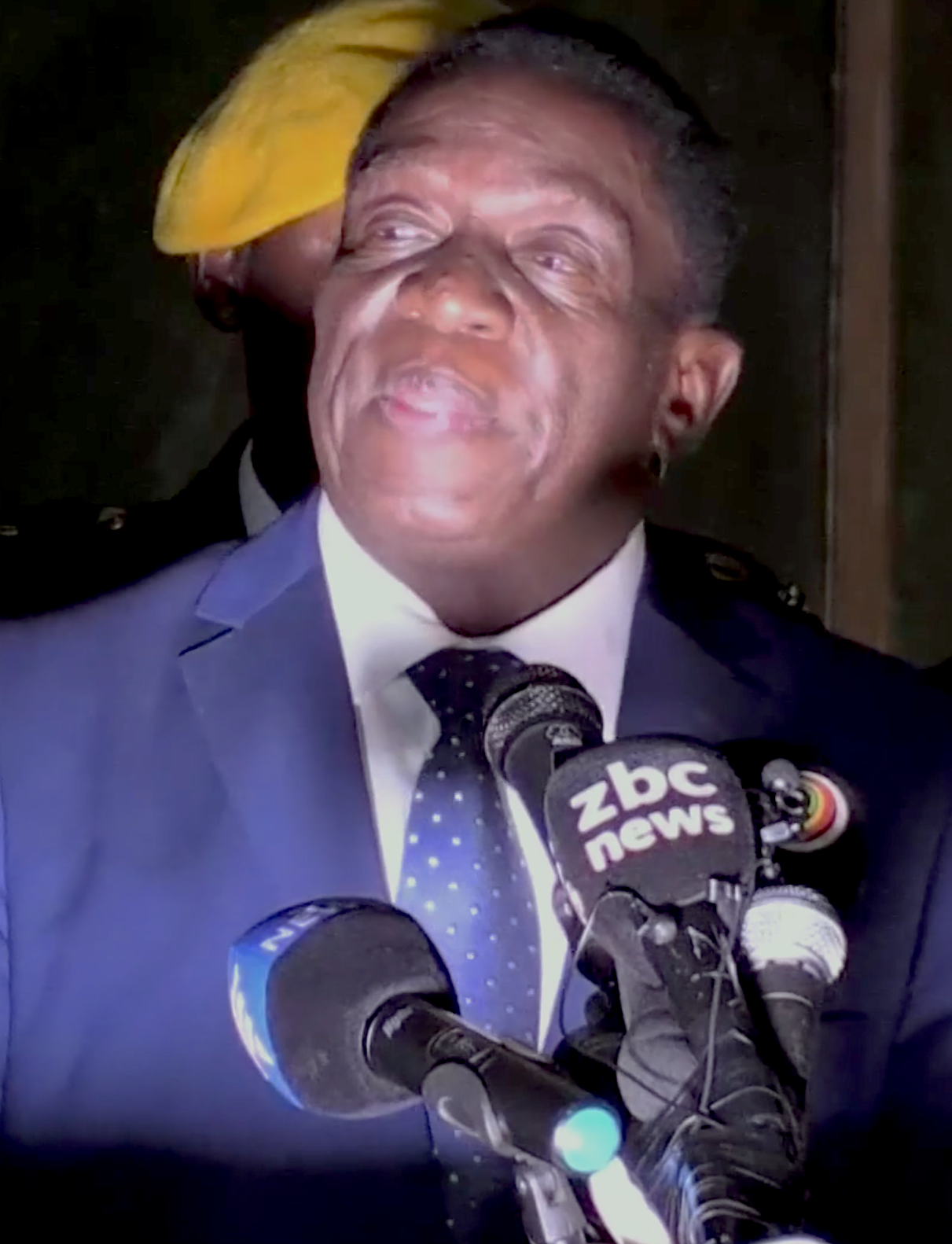
Emmerson Mnangagwa, były wicepremier, od 24 listopada prezydent Zimbabwe

Zamach stanu w Zimbabwe – przeprowadzony w nocy z 14 na 15 listopada 2017 roku przez armię zamach stanu, w wyniku którego obalono prezydenta Roberta Mugabe. Bezpośrednią przyczyną przewrotu było odwołanie wicepremiera Emmersona Mnangagwy.

## Rządy Roberta Mugabe przed zamachem stanu
Robert Mugabe rządził Zimbabwe od 1980 roku (jako prezydent od 1987). Prezydent jest oskarżany o fałszerstwa wyborcze oraz zapędy autorytarne. Podczas objęcia rządów Zimbabwe było jednym z najlepiej rozwijających się państw w Afryce. Od 2007 roku w kraju pojawił się kryzys ekonomiczny – pod koniec 2008 roku inflacja wyniosła 231 000 000 proc., 80% Zimbabweńczyków nie miało pracy a większość szpitali i szkół nie działała. Politykę Zimbabwe zdominował Afrykański Narodowy Związek Zimbabwe - Front Patriotyczny (ZANU-PF), a najważniejsze urzędy objęli dawni uczestnicy walki o niepodległość (nazywani „weteranami”).

## Następca
W obawie przed utratą władzy Robert Mugabe pozbywał się przeciwników politycznych (zarówno ze strony opozycji jak i ze swojej partii ZANU-PF). Przez długi czas Mugabe nie wyznaczał swojego następcy – spór o następcę rozpoczął się w połowie 2014 roku. Wśród „weteranów” panowało przekonanie, że następcą prezydenta będzie ktoś z nich. Najbardziej prawdopodobne było objęcie urzędu prezydenta przez wicepremiera Emmersona Mnangagwę (nazywanego „Krokodylem”), który cieszył się poparciem w armii. W sierpniu 2017 roku Mnangagwę zasłabł na wiecu i został ewakuowany do Południowej Afryki. Wicepremier Zimbabwe sugerował, że ktoś wywołał u niego chorobę, zaś według krążących plotek Mnangagwę próbowano otruć. 9 października Mugabe odebrał Mnangagwie tekę ministra sprawiedliwości, mianując go jednocześnie na ministra turystyki. Prezydent usunął także ministra finansów Patricka Chinamasę, który współpracował z Mnangagwą. Za namową Grace 6 listopada Robert Mugabe zdymisjonował Mnangagwę, zarzucając mu brak lojalności. 9 listopada Mnangagwę usunięto z ZANU-PF.
Ostatecznie Mugabe wyznaczył swoją żonę Grace, którą w 2014 roku mianowano szefową kobiecego skrzydła partii i członkiem biura politycznego. Wśród członków ZANU-PF narastał sprzeciw wobec Grace Mugabe.
13 listopada dowódca armii Zimbabwe gen. Constantino Chiwenga zagroził obozowi prezydenta Mugabe podjęciem interwencji zbrojnej, jeśli nie zostaną powstrzymane czystki w ZANU-PF. Kilkanaście dni wcześniej Chiwenga udał się z oficjalną wizytą do Chińskiej Republiki Ludowej. Za namową Grace Robert Mugabe kazał go aresztować na lotnisku w Harare.

## Zamach stanu
Przewrót rozpoczął się w nocy z 14 na 15 listopada. Zimbabweńska armia przejęła budynki administracji i siedzibę krajowej telewizji. Sama armia zaprzeczyła, jakoby chciała obalić prezydenta. W oświadczeniu zapewnili, że ich celem nie jest Mugabe, ale kryminaliści, którzy stali wokół niego. Na skutek zamachu stanu prezydent Robert Mugabe został umieszczony w areszcie domowym w Harare. Rozpoczęto próby negocjacji w celu pokojowego zrzeczenia się przez niego urzędu. Podczas negocjacji wojsko objęto kontrolę nad stolicą. Pomimo przebywania w areszcie domowym Robert Mugabe zwołał posiedzenie rządu, na które przyszło kilku ministrów.
17 listopada do Zimbabwe wrócił Emmerson Mnangagwa.
18 listopada na ulicę Harare wyszli demonstranci, którzy nosili transparenty z napisem Nie dla dynastii Mugabe!. Tłum ludzi udał się w stronę kompleksu prezydenckiego Mugabe w celu zmuszenia go do rezygnacji z władzy.

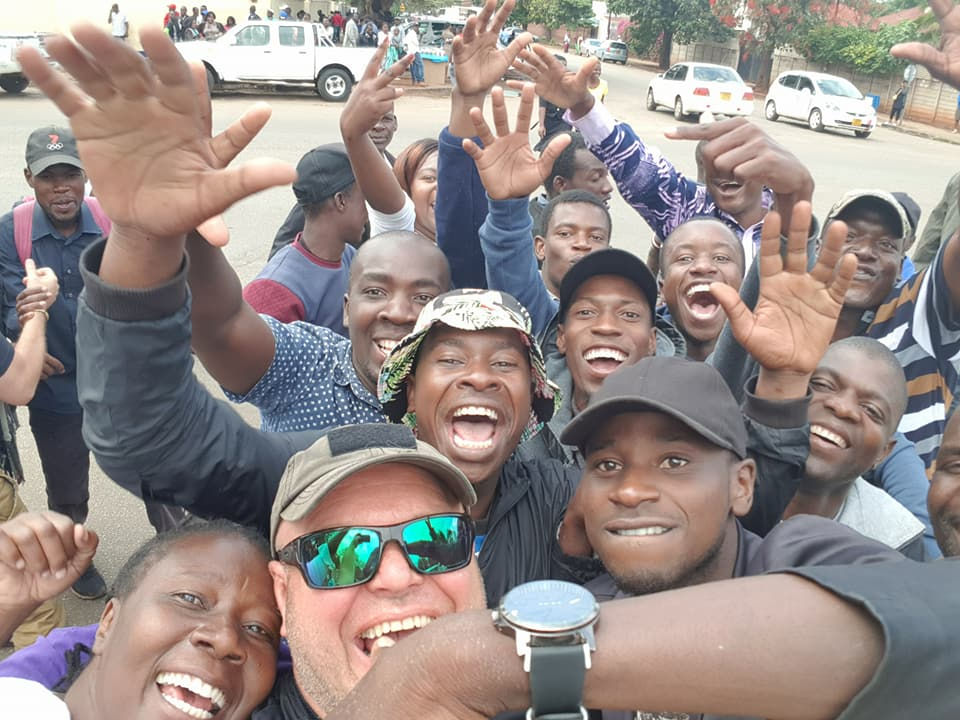
Mieszkańcy Harare cieszący się z obalenia Roberta Mugabe, 19 listopada

19 listopada władze partii ZANU-PF zażądały odwołania prezydenta Mugabe z funkcji przewodniczącego ugrupowania. Tego samego dnia Robert Mugabe wygłosił przemówienie do narodu. Wbrew oczekiwaniom nie odczytał uzgodnionego z armią orędzia i nie ogłosił dymisji.
21 listopada w pięciogwiazdkowym hotelu Rainbow Towers w Harare posłowie i senatorowie zebrali się, by głosować nad impeachmentem prezydenta Mugabe. Podczas dyskusji w sali konferencyjnej pojawił się minister Helton Bonongwe, który przyniósł list od Roberta Mugabe. W dostarczonym liście urzędujący prezydent zrzekł się władzy. Po odczytaniu oświadczenia na ulicach Harare i innych większych miast ludzie wyszli na ulicę, by wyrazić radość z rezygnacji Roberta Mugabe.
23 listopada prezydent Zambii Edgar Lungu zaproponował Robertowi Mugabe azyl polityczny w Zambii. Mugabe zrezygnował z propozycji. Tego samego dnia Emmerson Mnangagwa wygłosił przemówienie do mieszkańców Zimbabwe, w którym obiecał rozwój gospodarczy w kraju i nowe miejsca pracy.
24 listopada Emmerson Mnangagwa objął urząd prezydenta. Mnangagwa stanął na czele rządu przejściowego. Obowiązki będzie pełnić do przyszłorocznych wyborów.

## Skutki
W wyniku zamachu stanu władzę w kraju objął Emmerson Mnangagwa. Część zwolenników Grace Mugabe, zgromadzona wokół G40 (Generation 40 – grupy działaczy partyjnych w wieku 40–50 lat, która nie uczestniczyła w walce o niepodległość) uciekła z Zimbabwe lub została aresztowana.